# Olle Åkerlund
Olle Erik Cyrus Åkerlund (Gotemburgo, 28 de septiembre de 1911-Estocolmo, 4 de febrero de 1978) fue un marinero sueco. Fue miembro de la tripulación del barco sueco Bissbi, que ganó la medalla de oro en la clase 6 m en los Juegos Olímpicos de Los Ángeles en 1932. El barco era propiedad de su padre Erik, quien era editor y empresario.
Olle Åkerlund, quien compitió para el Kungliga Svenska Segelsällskapet (Real Club Náutico Sueco) se coronó campeón olímpico en los Juegos de 1932 en Los Ángeles, dentro de la clase 6 metros. 
Formó parte de la tripulación del barco Bissbi, dirigido por el patrón Tore Holm, que dominó las seis regatas y se alzó con el primer lugar frente a los otros dos únicos barcos en competencia. Los estadounidenses ocuparon consistentemente el segundo lugar en todas las regatas, mientras que los canadienses se mantuvieron en tercer puesto. Además de Åkerlund, la tripulación del Bissbi incluía a Åke Bergqvist, Martin Hindorff y el padre de Åkerlund, Erik.